# NGC 1544
NGC 1544 is een spiraalvormig sterrenstelsel in het sterrenbeeld Cepheus. Het hemelobject werd in 1877 ontdekt door de Duitse astronoom Ernst Wilhelm Leberecht Tempel.

## Synoniemen
- PGC 16608
- UGC 3160
- ZWG 370.1A
- MCG 14-3-6
- KARA 143
- ZWG 361.11
- NPM1G +86.0007
- ZWG 362.4